# Persone di nome Aleksandr
| Questa pagina contiene informazioni ricavate automaticamente dalle voci biografiche con l'ausilio del template Bio e di un bot. L'aggiornamento è periodico e automatico e ricostruisce completamente la pagina. Se manca una persona in questa lista, sei pregato di non aggiungerla, ma accertati piuttosto che la sua voce biografica contenga il template Bio e che i dati anagrafici siano correttamente compilati. Se il template Bio manca, inseriscilo tu stesso o, in alternativa, metti l'avviso {{tmp\|Bio}} che ne segnala la mancanza. Se i dati riportati sono sbagliati, correggi direttamente la voce biografica; le modifiche saranno visibili in questa lista entro pochi giorni. Per chiarimenti vedi il progetto antroponimi. La lista contiene solo le 798 persone che sono citate nell'enciclopedia e per le quali è stato implementato correttamente il template Bio. Pagina aggiornata al 16 ott 2024. |

Questa è una lista di persone presenti nell'enciclopedia che hanno il prenome Aleksandr, suddivise per attività principale.

## Agenti segreti(4)
- Aleksandr Ivanovič Alekseev, agente segreto e diplomatico sovietico (Governatorato di Kostroma, n. 1913 - Mosca, † 2001)
- Aleksandr Feklisov, agente segreto sovietico (Mosca, n. 1914 - Mosca, † 2007)
- Aleksandr Koržakov, agente segreto sovietico (Mosca, n. 1950)
- Aleksandr Val'terovič Litvinenko, agente segreto russo (Voronež, n. 1962 - Londra, † 2006)

## Allenatori di calcio(20)
- Aleksandr Anjukov, allenatore di calcio e ex calciatore russo (Samara, n. 1982)
- Aleksandr Bokij, allenatore di calcio e ex calciatore sovietico (Lida, n. 1957)
- Aleksandr Borodjuk, allenatore di calcio e ex calciatore russo (Voronež, n. 1962)
- Aleksandr Dancev, allenatore di calcio e ex calciatore russo (Kamensk-Šachtinskij, n. 1984)
- Aleksandr Filimonov, allenatore di calcio e ex calciatore russo (Joškar-Ola, n. 1973)
- Aleksandr Gorbačëv, allenatore di calcio e ex calciatore russo (Izobil'nyj, n. 1970)
- Aleksandr Grišin, allenatore di calcio e ex calciatore russo (Mosca, n. 1971)
- Aleksandr Keržakov, allenatore di calcio, dirigente sportivo e ex calciatore russo (Kingisepp, n. 1982)
- Aleksandr Krestinin, allenatore di calcio e ex calciatore russo (Krasnodar, n. 1978)
- Aleksandr Maksimenkov, allenatore di calcio e calciatore sovietico (Počinok, n. 1952 - Mosca, † 2012)
- Aleksandr Maslov, allenatore di calcio e ex calciatore russo (n. 1969)
- Aleksandr Mirzojan, allenatore di calcio e ex calciatore sovietico (Baku, n. 1951)
- Aleksandr Orechov, allenatore di calcio e ex calciatore russo (Kropotkin, n. 1983)
- Aleksandr Piskarëv, allenatore di calcio e ex calciatore russo (Ivanovo, n. 1948)
- Aleksandr Ponomarëv, allenatore di calcio e calciatore sovietico (Gorlovka, n. 1918 - Mosca, † 1973)
- Aleksandr Vladimirovič Prochorov, allenatore di calcio e calciatore sovietico (Brėst, n. 1946 - Mosca, † 2005)
- Aleksandr Sevidov, allenatore di calcio e calciatore sovietico (Mosca, n. 1921 - Mosca, † 1992)
- Aleksandr Tarchanov, allenatore di calcio e ex calciatore sovietico (Aqsaj, n. 1954)
- Aleksandr Točilin, allenatore di calcio e ex calciatore russo (Mosca, n. 1974)
- Aleksandr Žuravlëv, allenatore di calcio e ex calciatore sovietico (Vorošilovgrad, n. 1945)

## Allenatori di pallacanestro(2)
- Aleksandr Kovalëv, allenatore di pallacanestro russo (Orenburg, n. 1968)
- Aleksandr Vasin, allenatore di pallacanestro russo (Orenburg, n. 1963)

## Allenatori di tennis(1)
- Alex Bogomolov Jr., allenatore di tennis e ex tennista russo (Mosca, n. 1983)

## Altisti(1)
- Aleksandr Šustov, altista russo (n. 1984)

## Ammiragli(2)
- Aleksandr Aleksandrovič Lieven, ammiraglio russo (n. 1860 - Udine, † 1914)
- Aleksandr Sergeevič Menšikov, ammiraglio, generale e diplomatico russo (n. 1787 - San Pietroburgo, † 1869)

## Anarchici(1)
- Aleksandr Berkman, anarchico russo (Vilnius, n. 1870 - Nizza, † 1936)

## Arbitri di calcio(1)
- Aleksandr Gaýzer, arbitro di calcio kazako (Petropavl, n. 1975)

## Architetti(6)
- Aleksandr Osipovič Bernardazzi, architetto russo (Pjatigorsk, n. 1831 - Fastov, † 1907)
- Aleksandr Pavlovič Brjullov, architetto e pittore russo (San Pietroburgo, n. 1798 - San Pietroburgo, † 1877)
- Aleksandr Stepanovič Kaminskij, architetto russo (n. 1829 - Mosca, † 1897)
- Aleksandr Filippovič Kokorinov, architetto russo (Tobol'sk, n. 1726 - San Pietroburgo, † 1772)
- Aleksandr Ročegov, architetto sovietico (Baku, n. 1917 - Mosca, † 1998)
- Aleksandr Tamanian, architetto sovietico (Ekaterinograd, n. 1878 - Erevan, † 1936)

## Arcivescovi cattolici(1)
- Aleksandr Evreinov, arcivescovo cattolico russo (San Pietroburgo, n. 1877 - Roma, † 1959)

## Artisti(1)
- Aleksandr Kargal'cev, artista, scrittore e fotografo russo (Mosca, n. 1985)

## Artisti marziali misti(2)
- Aleksandr Šlemenko, artista marziale misto russo (Omsk, n. 1984)
- Aleksandr Volkov, artista marziale misto russo (Mosca, n. 1988)

## Assassini seriali(1)
- Aleksandr Pičuškin, serial killer russo (Mosca, n. 1974)

## Astisti(3)
- Aleksandr Averbuch, ex astista russo (Irkutsk, n. 1974)
- Aleksandr Gripič, astista russo (n. 1986)
- Aleksandr Krupskij, ex astista sovietico (n. 1960)

## Astronomi(2)
- Aleksandr Nikolaevič Dejč, astronomo sovietico (Reni, n. 1900 - † 1986)
- Aleksandr Dmitrievič Dubjago, astronomo russo (Kazan', n. 1903 - Kazan', † 1959)

## Atleti paralimpici(1)
- Aleksandr Jaremčuk, atleta paralimpico russo (Šangaly, n. 1995)

## Attori(13)
- Aleksandr Abdulov, attore russo (Tobol'sk, n. 1953 - Mosca, † 2008)
- Aleksandr Antonov, attore sovietico (Mosca, n. 1898 - Mosca, † 1962)
- Aleksandr Baširov, attore e regista sovietico (n. 1955)
- Aleksandr Fёdorovič Borisov, attore e regista sovietico (San Pietroburgo, n. 1905 - Leningrado, † 1982)
- Aleksandr Chanov, attore sovietico (San Pietroburgo, n. 1904 - Mosca, † 1983)
- Aleksandr Viktorovič Dedjuško, attore russo (Vawkavysk, n. 1962 - Oblast' di Vladimir, † 2007)
- Aleksandr Sergeevič Dem'janenko, attore cinematografico e attore teatrale russo (Sverdlovsk, n. 1937 - San Pietroburgo, † 1999)
- Aleksandr Kajdanovskij, attore e regista sovietico (Rostov sul Don, n. 1946 - Mosca, † 1995)
- Aleksandr Karpilovskij, attore e regista sovietico (n. 1964)
- Aleksandr Larikov, attore sovietico (n. 1890 - † 1960)
- Aleksandr Pavlovič Lenskij, attore, regista teatrale e docente russo (Chișinău, n. 1847 - Mosca, † 1908)
- Aleksandr Orlov, attore sovietico (Rostov sul Don, n. 1889 - Leningrado, † 1974)
- Aleksandr Petrov, attore russo (Pereslavl'-Zalesskij, n. 1989)

## Attori teatrali(1)
- Aleksandr Jakovlevič Tairov, attore teatrale, regista teatrale e critico teatrale russo (Romny, n. 1885 - Mosca, † 1950)

## Aviatori(2)
- Aleksandr Sergeevič Obolenskij, aviatore e rugbista a 15 britannico (Pietrogrado, n. 1916 - Woodbridge, † 1940)
- Aleksandr Nilolaevič Prokof'ev-Severskij, aviatore e progettista russo (Tbilisi, n. 1894 - New York, † 1974)

## Avvocati(1)
- Aleksandr Mamut, avvocato, banchiere e imprenditore russo (Mosca, n. 1960)

## Bassi(1)
- Aleksandr Vedernikov, basso sovietico (Mokin, n. 1927 - Mosca, † 2018)

## Biatleti(5)
- Aleksandr Elizarov, ex biatleta sovietico (n. 1952)
- Aleksandr Loginov, biatleta russo (Saratov, n. 1992)
- Aleksandr Povarnicyn, biatleta russo (Iževsk, n. 1994)
- Aleksandr Privalov, biatleta sovietico (n. 1933 - † 2021)
- Aleksandr Ušakov, biatleta sovietico (Yakshurskoye, n. 1948 - † 2024)

## Biochimici(1)
- Aleksandr Ivanovič Oparin, biochimico russo (Uglič, n. 1894 - Mosca, † 1980)

## Biologi(1)
- Aleksandr Gavrilovič Gurvič, biologo sovietico (Poltava, n. 1874 - Mosca, † 1954)

## Bizantinisti(1)
- Aleksandr Petrovič Každan, bizantinista russo (Mosca, n. 1922 - Washington, † 1997)

## Bobbisti(4)
- Aleksandr Kas'janov, bobbista e ex slittinista russo (Bratsk, n. 1983)
- Aleksandr Ušakov, ex bobbista russo (n. 1979)
- Aleksandr Zubkov, ex bobbista e ex slittinista russo (Bratsk, n. 1974)
- Aleksandr Šilkin, bobbista russo (n. 1989)

## Botanici(1)
- Aleksandr Aleksandrovič Fišer fon Val'dgejm, botanico russo (Mosca, n. 1839 - Soči, † 1920)

## Canoisti(7)
- Aleksandr D'jačenko, canoista russo (Roudny, n. 1990)
- Aleksandr Kostoglod, canoista russo (Rostov sul Don, n. 1974)
- Aleksandr Kovalëv, canoista russo (Belaja Kalitva, n. 1975)
- Aleksandr Masejkov, ex canoista bielorusso (n. 1971)
- Aleksandr Rogov, canoista sovietico (Mosca, n. 1956 - † 2004)
- Aleksandr Silaev, canoista sovietico (Mosca, n. 1928 - Mosca, † 2005)
- Aleksandr Vinogradov, ex canoista sovietico (Mosca, n. 1951)

## Canottieri(4)
- Aleksandr Berkutov, canottiere sovietico (Oblast di Samara, n. 1933 - Mosca, † 2012)
- Aleksandr Klepikov, canottiere sovietico (Leningrado, n. 1950 - † 2021)
- Aleksandr Luk'janov, ex canottiere sovietico (Mosca, n. 1949)
- Aleksandr Timošinin, canottiere sovietico (Mosca, n. 1948 - † 2021)

## Cantanti(4)
- Aleksandr Nikolaevič Bašlačëv, cantante, chitarrista e poeta sovietico (Čerepovec, n. 1960 - Leningrado, † 1988)
- Aleksandr Borisovič Gradskij, cantante e compositore sovietico (Kopejsk, n. 1949 - Mosca, † 2021)
- Šura, cantante russo (Novosibirsk, n. 1975)
- Aleksandr Vertinskij, cantante, poeta e attore russo (Kiev, n. 1889 - Leningrado, † 1957)

## Cantautori(1)
- Aleksandr Jakovlevič Rozenbaum, cantautore, attore e scrittore russo (Leningrado, n. 1951)

## Cestisti(30)
- Aleksandr Bašminov, ex cestista russo (Ibresi, n. 1978)
- Aleksandr Belostennyj, cestista sovietico (Odessa, n. 1959 - Treviri, † 2010)
- Aleksandr Belov, cestista sovietico (Leningrado, n. 1951 - Leningrado, † 1978)
- Aleksandr Bološev, cestista e allenatore di pallacanestro sovietico (Ėlektrogorsk, n. 1947 - Volgograd, † 2010)
- Aleksandr Bol'šakov, ex cestista sovietico (Leningrado, n. 1946)
- Aleksandr Charčenkov, ex cestista e allenatore di pallacanestro sovietico (Mosca, n. 1953)
- Aleksandr Deduškin, ex cestista russo (Ul'janovsk, n. 1981)
- Aleksandr Gan'kevič, cestista russo (Mosca, n. 1995)
- Aleksandr Gomel'skij, cestista e allenatore di pallacanestro sovietico (Leningrado, n. 1928 - Mosca, † 2005)
- Aleksandr Gudumak, cestista moldavo (Bălți, n. 1993)
- Aleksandr Kandel', cestista sovietico (Nižnij Tagil, n. 1935 - Ekaterinburg, † 2005)
- Aleksandr Karavajev, ex cestista estone (Rostov sul Don, n. 1959)
- Aleksandr Karpuchin, ex cestista russo (Dzeržinskij, n. 1990)
- Saša Kaun, ex cestista russo (Tomsk, n. 1985)
- Aleksandr Kul'kov, ex cestista e allenatore di pallacanestro sovietico (n. 1943)
- Aleksandr Miloserdov, ex cestista russo (Mosca, n. 1980)
- Aleksandr Moiseev, cestista sovietico (Mosca, n. 1927 - † 2003)
- Aleksandr Petrenko, cestista russo (Alma-Ata, n. 1976 - Samara, † 2006)
- Aleksandr Petrov, cestista sovietico (Baku, n. 1939 - Mosca, † 2001)
- Aleksandr Platunov, cestista russo (Perm', n. 1997)
- Aleksandr Razumov, cestista russo (San Pietroburgo, n. 1992)
- Aleksandr Rindin, ex cestista azero (Sumqayıt, n. 1985)
- Aleksandr Sal'nikov, cestista sovietico (Sebastopoli, n. 1949 - Kiev, † 2017)
- Aleksandr Sidjakin, ex cestista sovietico (Mosca, n. 1949)
- Aleksandr Sizonenko, cestista sovietico (Zaporižžja, n. 1959 - San Pietroburgo, † 2012)
- Aleksandr Travin, cestista sovietico (Mosca, n. 1937 - † 1989)
- Aleksandr Vinnik, cestista russo (Perm', n. 1989)
- Aleksandr Zacharov, cestista russo (San Pietroburgo, n. 1993)
- Aleksandr Šaškov, cestista russo (Ekaterinburg, n. 2000)
- Aleksandr Žigulin, cestista kazako (Karaganda, n. 1994)

## Chimici(3)
- Aleksandr Erminingel'dovič Arbuzov, chimico russo (Kazan', n. 1877 - † 1968)
- Aleksandr Michajlovič Butlerov, chimico russo (Čistopol', n. 1828 - Butlerovka, † 1886)
- Aleksandr Nikolaevič Nesmejanov, chimico e politico sovietico (Mosca, n. 1899 - Mosca, † 1980)

## Chirurghi(1)
- Aleksandr Vasil'evič Višnevskij, chirurgo sovietico (Novoaleksandrovka, n. 1874 - Mosca, † 1948)

## Ciclisti su strada(8)
- Aleksandr Arekeev, ex ciclista su strada russo (Iževsk, n. 1982)
- Aleksandr Bočarov, ex ciclista su strada russo (Irkutsk, n. 1975)
- Aleksandr Chatuncev, ex ciclista su strada e pistard russo (Mosca, n. 1985)
- Aleksandr D'jačenko, ex ciclista su strada kazako (Kazakistan, n. 1983)
- Aleksandr Evtušenko, ciclista su strada e pistard russo (Majkop, n. 1993)
- Aleksandr Foliforov, ex ciclista su strada russo (Kovrov, n. 1992)
- Aleksandr Kolobnev, ex ciclista su strada russo (Vyksa, n. 1981)
- Aleksandr Vlasov, ciclista su strada russo (Vyborg, n. 1996)

## Collezionisti d'arte(1)
- Aleksandr Ivanov, collezionista d'arte russo (Ostrov, n. 1962)

## Combinatisti nordici(2)
- Aleksandr Majorov, ex combinatista nordico russo (Nižnij Novgorod, n. 1957)
- Aleksandr Milanin, combinatista nordico russo (Magadan, n. 2000)

## Compositori(14)
- Aleksandr Vasil'evič Aleksandrov, compositore sovietico (Plachino, n. 1883 - Berlino, † 1946)
- Aleksandr Aleksandrovič Aljab'ev, compositore russo (Tobol'sk, n. 1787 - Mosca, † 1851)
- Aleksandr Porfir'evič Borodin, compositore e chimico russo (San Pietroburgo, n. 1833 - San Pietroburgo, † 1887)
- Aleksandr Nikolaevič Čerepnin, compositore e pianista russo (San Pietroburgo, n. 1899 - Parigi, † 1977)
- Aleksandr Sergeevič Dargomyžskij, compositore russo (Dargomiž, n. 1813 - San Pietroburgo, † 1869)
- Aleksandr Konstantinovič Glazunov, compositore e direttore d'orchestra russo (San Pietroburgo, n. 1865 - Neuilly-sur-Seine, † 1936)
- Aleksandr Borisovič Gol'denvejzer, compositore e pianista russo (Chișinău, n. 1875 - Mosca, † 1961)
- Aleksandr Tichonovič Grečaninov, compositore russo (Mosca, n. 1864 - New York, † 1956)
- Aleksandr Dmitrievič Kastal'skij, compositore russo (Mosca, n. 1856 - Mosca, † 1926)
- Aleksandr Abramovič Krejn, compositore e insegnante russo (Nižnij Novgorod, n. 1883 - Mosca, † 1951)
- Aleksandr Vasil'evič Mosolov, compositore sovietico (Kiev, n. 1900 - † 1973)
- Aleksandr Nikolaevič Serov, compositore e critico musicale russo (San Pietroburgo, n. 1820 - San Pietroburgo, † 1871)
- Aleksandr Nikolaevič Skrjabin, compositore e pianista russo (Mosca, n. 1872 - Mosca, † 1915)
- Aleksandr Afanas'evič Spendjarov, compositore e direttore d'orchestra armeno (Kahovka, n. 1871 - Erevan, † 1928)

## Compositori di scacchi(6)
- Aleksandr Vasil'evič Galickij, compositore di scacchi russo (Kirov, n. 1863 - Saratov, † 1921)
- Aleksandr Iosifovič Gerbstman, compositore di scacchi russo (Rostov sul Don, n. 1900 - Stoccolma, † 1982)
- Aleksandr Goldstein, compositore di scacchi polacco (Varsavia, n. 1911 - Australia, † 1988)
- Aleksandr Kazancev, compositore di scacchi e scrittore di fantascienza russo (Akmolinsk, n. 1906 - Peredelkino, † 2002)
- Aleksandr Kuzovkov, compositore di scacchi russo (Baia Providenija, n. 1953)
- Aleksandr Vasilevič Saričev, compositore di scacchi sovietico (Baku, n. 1909 - Baku, † 1986)

## Coreografi(1)
- Aleksandr Alekseevič Gorskij, coreografo russo (San Pietroburgo, n. 1871 - Mosca, † 1924)

## Cosmologi(1)
- Aleksandr Aleksandrovič Fridman, cosmologo e matematico russo (San Pietroburgo, n. 1888 - Leningrado, † 1925)

## Cosmonauti(17)
- Aleksandr Pavlovič Aleksandrov, cosmonauta sovietico (Mosca, n. 1943)
- Aleksandr Nikolaevič Balandin, cosmonauta sovietico (Frjazino, n. 1953)
- Aleksandr Gorbunov, cosmonauta russo (Železnogorsk, n. 1990)
- Aleksandr Grebënkin, cosmonauta russo (Myski, n. 1982)
- Aleksandr Sergeevič Ivančenkov, cosmonauta sovietico (Ivanteevka, n. 1940)
- Aleksandr Jur'evič Kaleri, cosmonauta russo (Jūrmala, n. 1956)
- Aleksandr Koljabin, cosmonauta russo (Protvino, n. 1987)
- Aleksandr Ivanovič Lavejkin, cosmonauta sovietico (Mosca, n. 1951)
- Aleksandr Lazutkin, cosmonauta russo (Mosca, n. 1957)
- Aleksandr Misurkin, cosmonauta russo (Eršičskij, n. 1977)
- Aleksandr Fëdorovič Poleščuk, cosmonauta russo (Čeremchovo, n. 1963)
- Aleksandr Michajlovič Samokutjaev, cosmonauta russo (Penza, n. 1970)
- Aleksandr Aleksandrovič Serebrov, cosmonauta sovietico (Mosca, n. 1944 - Mosca, † 2013)
- Aleksandr Aleksandrovič Skvorcov, cosmonauta, aviatore e ufficiale russo (Ščëlkovo, n. 1966)
- Aleksandr Stepanovič Viktorenko, cosmonauta sovietico (Ol'ginka, n. 1947 - † 2023)
- Aleksandr Aleksandrovič Volkov, cosmonauta sovietico (Horlivka, n. 1948)
- Aleksandr Žеrеbcov, cosmonauta russo (Salyan, n. 1990)

## Critici letterari(1)
- Aleksandr Konstantinovič Voronskij, critico letterario russo (Chorošavka, n. 1884 - Mosca, † 1937)

## Danzatori(4)
- Alexander Godunov, ballerino e attore sovietico (Sachalin, n. 1949 - Hollywood, † 1995)
- Aleksandr Kaljužnyj, ballerino cecoslovacco (Praga, n. 1923 - Menucourt, † 1986)
- Aleksandr Emel'janovič Volinin, ballerino russo (Mosca, n. 1882 - Parigi, † 1955)
- Aleksandr Širjaev, ballerino e animatore russo (n. 1867 - † 1941)

## Danzatori su ghiaccio(2)
- Aleksandr Gorškov, danzatore su ghiaccio sovietico (Mosca, n. 1946 - Mosca, † 2022)
- Aleksandr Žulin, ex danzatore su ghiaccio sovietico (Mosca, n. 1963)

## Diplomatici(4)
- Aleksandr Petrovič Bazilevskij, diplomatico e collezionista d'arte russo (Ucraina, n. 1829 - Parigi, † 1899)
- Aleksandr Michajlovič Belosel'skij-Belozerskij, diplomatico e scrittore russo (n. 1752 - San Pietroburgo, † 1809)
- Aleksandr Konstantinovič Benkendorf, diplomatico russo (Berlino, n. 1849 - Londra, † 1917)
- Aleksandr Matveevič Dmitriev-Mamonov, diplomatico russo (Smolensk, n. 1758 - San Pietroburgo, † 1803)

## Direttori d'orchestra(2)
- Aleksandr Vasil'evič Gаuk, direttore d'orchestra e compositore sovietico (Odessa, n. 1893 - Mosca, † 1963)
- Aleksandr Vedernikov, direttore d'orchestra russo (Mosca, n. 1964 - Mosca, † 2020)

## Direttori di coro(1)
- Aleksandr Ponomarëv, direttore di coro russo (Tver', n. 1938 - Mosca, † 2012)

## Dirigenti sportivi(7)
- Aleksandr Efimkin, dirigente sportivo e ex ciclista su strada russo (Samara, n. 1981)
- Aleksandr Lipko, dirigente sportivo, allenatore di calcio e ex calciatore russo (Krasnodar, n. 1975)
- Aleksandr Šefer, dirigente sportivo e ex ciclista su strada kazako (Almaty, n. 1971)
- Aleksandr Sergeevič Serov, dirigente sportivo, ex pistard e ciclista su strada russo (Vyborg, n. 1982)
- Aleksandr Tichonov, dirigente sportivo, politico e ex biatleta russo (Ujskoe, n. 1947)
- Aleksandr Vinokurov, dirigente sportivo e ex ciclista su strada kazako (Petropavl, n. 1973)
- Aleksandr Zav'jalov, dirigente sportivo e ex fondista russo (Mosca, n. 1955)

## Discoboli(1)
- Aleksandr Boričevskij, ex discobolo russo (n. 1970)

## Drammaturghi(4)
- Aleksandr Nikolaevič Afinogenov, drammaturgo russo (Skopin, n. 1904 - Mosca, † 1941)
- Aleksandr Sergeevič Griboedov, drammaturgo, poeta e compositore russo (Mosca, n. 1795 - Teheran, † 1829)
- Aleksandr Nikolaevič Ostrovskij, drammaturgo russo (Mosca, n. 1823 - Ščelykovo, † 1886)
- Aleksandr Valentinovič Vampilov, drammaturgo sovietico (Čeremchovo, n. 1937 - Lago Bajkal, † 1972)

## Economisti(1)
- Aleksandr Šochin, economista e politico russo (Savinskij, n. 1951)

## Esperantisti(1)
- Aleksandr Silbernik, esperantista polacco (Viekšniai, n. 1832 - Varsavia, † 1906)

## Esploratori(2)
- Aleksandr Vasil'evič Kolčak, esploratore, ammiraglio e politico russo (San Pietroburgo, n. 1874 - Irkutsk, † 1920)
- Aleksandr Michajlovič Sibirjakov, esploratore russo (Irkutsk, n. 1849 - Nizza, † 1933)

## Filologi(2)
- Aleksandr Afanas´evič Potebnja, filologo russo (Romny, n. 1835 - Char' kov, † 1891)
- Aleksandr Nikolaevič Veselovskij, filologo russo (Mosca, n. 1838 - San Pietroburgo, † 1906)

## Filosofi(3)
- Aleksandr Gel'evič Dugin, filosofo e politologo russo (Mosca, n. 1962)
- Aleksandr Alekseevič Kireev, filosofo russo (Mosca, n. 1833 - Pavlovsk, † 1910)
- Aleksandr Zinov'ev, filosofo e scrittore russo (Pachtino, n. 1922 - Mosca, † 2006)

## Fisici(12)
- Aleksandr Achiezer, fisico sovietico (Distretto di Čėrykaŭ, n. 1911 - Charkiv, † 2000)
- Aleksandr Aleksandrovič Andronov, fisico sovietico (Mosca, n. 1901 - Gorky, † 1952)
- Aleksandr Belavin, fisico russo (Nižnij Novgorod, n. 1942)
- Aleksandr Sergeevič Davydov, fisico sovietico (Eupatoria, n. 1912 - Kiev, † 1993)
- Aleksandr Isaakovič Kitajgorodskij, fisico sovietico (Mosca, n. 1914 - Mosca, † 1985)
- Aleksandr Il'ič Lejpunskij, fisico e ingegnere sovietico (Dragli, n. 1903 - Obninsk, † 1972)
- Aleksandr Alekseevič Makarov, fisico russo (n. 1966)
- Aleksandr Markovič Poljakov, fisico russo (Mosca, n. 1945)
- Aleksandr Stepanovič Popov, fisico russo (Krasnotur'insk, n. 1859 - San Pietroburgo, † 1906)
- Aleksandr Michajlovič Prochorov, fisico sovietico (Atherton, n. 1916 - Mosca, † 2002)
- Aleksandr Grigor'evič Stoletov, fisico russo (Vladimir, n. 1839 - Mosca, † 1896)
- Aleksandr Zamolodčikov, fisico russo (Dubna, n. 1952)

## Fondisti(5)
- Aleksandr Bessmertnych, fondista russo (n. 1986)
- Aleksandr Bol'šunov, fondista russo (Podyvot'e, n. 1996)
- Aleksandr Legkov, ex fondista russo (Krasnoarmejsk, n. 1983)
- Aleksandr Panžinskij, fondista russo (n. 1989)
- Aleksandr Terent'ev, fondista russo (Nar'jan-Mar, n. 1999)

## Fotografi(2)
- Aleksandr Osipovič Drankov, fotografo, regista e produttore cinematografico russo (Feodosija, n. 1886 - San Francisco, † 1949)
- Aleksandr Grinberg, fotografo russo (n. 1885 - † 1976)

## Generali(34)
- Aleksandr Balašov, generale russo (n. 1770 - † 1837)
- Aleksandr Il'ič Bibikov, generale russo (Mosca, n. 1729 - Bugul'ma, † 1774)
- Aleksandr Bortnikov, generale russo (Perm', n. 1951)
- Aleksandr Ivanovič Černyšëv, generale, diplomatico e politico russo (Mosca, n. 1786 - Castellammare di Stabia, † 1857)
- Aleksandr Dvornikov, generale russo (Ussurijsk, n. 1961)
- Aleksandr Nikolaevič Efimov, generale e aviatore sovietico (Kantemirovka, n. 1923 - Mosca, † 2012)
- Aleksandr Il'ič Egorov, generale sovietico (Buzuluk, n. 1883 - Mosca, † 1939)
- Aleksandr Gorbatov, generale sovietico (Pakhotino, n. 1891 - Mosca, † 1973)
- Aleksandr Sergeevič Jakovlev, generale e politico sovietico (Mosca, n. 1906 - Mosca, † 1989)
- Aleksandr Vasil'evič Kaul'bars, generale e esploratore russo (Vinni, n. 1844 - Parigi, † 1925)
- Aleksandr Aleksandrovič Kozlov, generale russo (San Pietroburgo, n. 1837 - Dresda, † 1924)
- Aleksandr Ivanovič Kutajsov, generale e nobile russo (n. 1784 - Borodino, † 1812)
- Aleksandr Ivanovič Lebed', generale e politico russo (Novočerkassk, n. 1950 - Territorio di Krasnojarsk, † 2002)
- Aleksandr Michajlovič Lermontov, generale russo (n. 1838 - San Pietroburgo, † 1906)
- Aleksandr Sergeevič Lukomskij, generale russo (n. 1868 - Parigi, † 1939)
- Aleksandr Danilovič Menšikov, generale russo (Mosca, n. 1672 - Berezov, † 1729)
- Aleksandr Aleksandrovič Morozov, generale e ingegnere sovietico (Bežica, n. 1904 - Char'kov, † 1979)
- Aleksandr Aleksandrovič Mosolov, generale e diplomatico russo (Ryazan, n. 1854 - Sofia, † 1939)
- Aleksandr Nikolaevič Murav'ëv, generale, politico e nobile russo (Mosca, n. 1792 - Mosca, † 1863)
- Aleksandr Ivanovič Musin-Puškin, generale russo (San Pietroburgo, n. 1827 - Odessa, † 1903)
- Aleksandr Zachar'evič Myšlaevskij, generale russo (Zlatopol', n. 1856 - † 1920)
- Aleksandr Aleksandrovič Novikov, generale sovietico (Nerechta, n. 1900 - Mosca, † 1976)
- Aleksandr Lapin, generale russo (Kazan', n. 1964)
- Aleksandr Aleksandrovič Prozorovskij, generale russo (n. 1732 - † 1809)
- Aleksandr Frantsevič Ragoza, generale ucraino (Vicebsk, n. 1858 - Odessa, † 1919)
- Aleksandr Michajlovič Rimskij-Korsakov, generale russo (n. 1753 - San Pietroburgo, † 1840)
- Aleksandr Il'ič Rodimcev, generale sovietico (Šarlyk, n. 1905 - Mosca, † 1977)
- Aleksandr Fëdorovič Roediger, generale e politico russo (Veliky Novgorod, n. 1854 - Sebastopoli, † 1920)
- Aleksandr Vasil'evič Samsonov, generale russo (Ekaterinoslav', n. 1859 - Willenberg, † 1914)
- Aleksandr Grigor'evič Stroganov, generale e politico russo (n. 1795 - Odessa, † 1891)
- Aleksandr Vasil'evič Suvorov, generale e principe russo (Mosca, n. 1729 - San Pietroburgo, † 1800)
- Aleksandr Andreevič Svečin, generale e scrittore russo (Odessa, n. 1878 - Poligono di tiro di Boutovo, † 1937)
- Aleksandr Petrovič Tormasov, generale russo (n. 1752 - Mosca, † 1819)
- Aleksandr Michajlovič Vasilevskij, generale e politico sovietico (Tula, n. 1895 - Mosca, † 1977)

## Geologi(2)
- Aleksandr Evgen'evič Fersman, geologo, mineralogista e esploratore russo (San Pietroburgo, n. 1883 - Soči, † 1945)
- Aleksandr Petrovič Karpinskij, geologo e mineralogista russo (Krasnotur'insk, n. 1847 - Udel'naja, † 1936)

## Giavellottisti(1)
- Aleksandr Makarov, ex giavellottista sovietico (Kasimov, n. 1951)

## Ginnasti(4)
- Aleksandr Sergeevič Balandin, ginnasta russo (Petrozavodsk, n. 1989)
- Aleksandr Ditjatin, ex ginnasta sovietico (Leningrado, n. 1957)
- Aleksandr Moskalenko, ex ginnasta russo (Pereyaslovskaya, n. 1969)
- Aleksandr Tkačëv, ex ginnasta sovietico (Semiluki, n. 1957)

## Giocatori di calcio a 5(5)
- Aleksandr Dovgan, giocatore di calcio a 5 kazako (n. 1988)
- Aleksandr Fukin, giocatore di calcio a 5 russo (Mosca, n. 1985)
- Aleksandr Grebonos, giocatore di calcio a 5 kazako (n. 1987)
- Aleksandr Kondratenko, ex giocatore di calcio a 5 ucraino (n. 1974)
- Aleksandr Verižnikov, ex giocatore di calcio a 5 e ex calciatore russo (Mosca, n. 1968)

## Giocatori di poker(1)
- Aleksandr Kravčenko, giocatore di poker russo (Arcangelo, n. 1971)

## Giuristi(1)
- Aleksandr Fëdorovič Volčkov, giurista e militare sovietico (Pustyn, n. 1902 - † 1978)

## Goisti(1)
- Aleksandr Dinerštejn, goista russo (n. 1980)

## Hockeisti su ghiaccio(26)
- Aleksandr Al'metov, hockeista su ghiaccio sovietico (Kiev, n. 1940 - Mosca, † 1992)
- Aleksandr Burmistrov, hockeista su ghiaccio russo (Kazan', n. 1991)
- Aleksandr Charitonov, ex hockeista su ghiaccio russo (Mosca, n. 1976)
- Aleksandr Erёmenko, hockeista su ghiaccio russo (Mosca, n. 1980)
- Aleksandr Frolov, hockeista su ghiaccio russo (Mosca, n. 1982)
- Aleksandr Galimov, hockeista su ghiaccio russo (Jaroslavl', n. 1985 - Mosca, † 2011)
- Aleksandr Golikov, ex hockeista su ghiaccio sovietico (Penza, n. 1952)
- Aleksandr Jakušev, ex hockeista su ghiaccio, allenatore di hockey su ghiaccio e dirigente sportivo sovietico (Mosca, n. 1947)
- Aleksandr Karpovcev, hockeista su ghiaccio russo (Mosca, n. 1970 - Jaroslavl', † 2011)
- Aleksandr Koreškov, ex hockeista su ghiaccio kazako (n. 1968)
- Aleksandr Kutuzov, hockeista su ghiaccio russo (Tver', n. 1985)
- Aleksandr Mal'cev, ex hockeista su ghiaccio sovietico (Kirovo-Čepeck, n. 1949)
- Aleksandr Mogil'nyj, ex hockeista su ghiaccio sovietico (Chabarovsk, n. 1969)
- Aleksandr Ovečkin, hockeista su ghiaccio russo (Mosca, n. 1985)
- Aleksandr Perežogin, hockeista su ghiaccio russo (Öskemen, n. 1983)
- Aleksandr Petrov, ex hockeista su ghiaccio estone (Püssi, n. 1983)
- Aleksandr Popov, hockeista su ghiaccio russo (Angarsk, n. 1980)
- Aleksandr Radulov, hockeista su ghiaccio russo (Nižnij Tagil, n. 1986)
- Aleksandr Ragulin, hockeista su ghiaccio sovietico (Mosca, n. 1941 - Mosca, † 2004)
- Aleksandr Rjazancev, ex hockeista su ghiaccio russo (Mosca, n. 1980)
- Aleksandr Sëmin, ex hockeista su ghiaccio russo (Krasnojarsk, n. 1984)
- Aleksandr Sidel'nikov, hockeista su ghiaccio sovietico (n. 1950 - † 2003)
- Aleksandr Skvorcov, hockeista su ghiaccio russo (Nižnij Novgorod, n. 1954 - Mosca, † 2020)
- Aleksandr Svitov, hockeista su ghiaccio russo (Omsk, n. 1982)
- Aleksandr Uvarov, hockeista su ghiaccio sovietico (Odoev, n. 1922 - † 1994)
- Aleksandr Vasjunov, hockeista su ghiaccio russo (Jaroslavl', n. 1988 - Jaroslavl', † 2011)

## Imprenditori(3)
- Aleksandr Lebedev, imprenditore, politico e funzionario russo (Mosca, n. 1959)
- Aleksandr Nesis, imprenditore russo (Leningrado, n. 1962)
- Aleksandr Ponomarenko, imprenditore russo (Belogorsk, n. 1964)

## Ingegneri(8)
- Aleksandr Fëdorovič Akimov, ingegnere sovietico (Novosibirsk, n. 1953 - Mosca, † 1986)
- Aleksandr Aleksandrovič Archangel'skij, ingegnere aeronautico sovietico (Kazan', n. 1892 - Mosca, † 1978)
- Aleksandr Pavlovič Guljaev, ingegnere e compositore di scacchi russo (San Pietroburgo, n. 1908 - San Pietroburgo, † 1998)
- Aleksandr Kemurdžian, ingegnere aeronautico sovietico (Vladikavkaz, n. 1921 - San Pietroburgo, † 2003)
- Aleksandr Aleksandrovič Mikulin, ingegnere aeronautico sovietico (Vladimir, n. 1895 - Mosca, † 1985)
- Aleksandr Ėmmanuilovič Nudel'man, ingegnere sovietico (Odessa, n. 1912 - Mosca, † 1996)
- Aleksandr Leonidovič Zajcev, ingegnere, astronomo e autore televisivo russo (Frjazino, n. 1945 - † 2021)
- Jurij Kondratjuk, ingegnere e matematico sovietico (Poltava, n. 1897 - GiornoMeseMorte = 23 febbraio, † 1942)

## Judoka(1)
- Aleksandr Michajlin, judoka russo (Mosca, n. 1979)

## Linguisti(2)
- Aleksandr Michajlovič Kondratov, linguista, biologo e giornalista russo (Smolensk, n. 1937 - San Pietroburgo, † 1993)
- Aleksandr Samojlovič, linguista russo (Nižnij Novgorod, n. 1880 - Mosca, † 1938)

## Lottatori(10)
- Aleksandr Bogomoev, lottatore russo (Ust'-Ordynskij, n. 1989)
- Aleksandr Dokturishvili, ex lottatore georgiano (Tbilisi, n. 1980)
- Aleksandr Golovin, lottatore russo (n. 1995)
- Aleksandr Ivanickij, lottatore sovietico (Jarowa, n. 1937 - Mosca, † 2020)
- Aleksandr Ivanov, ex lottatore sovietico (n. 1951)
- Aleksandr Kazakevič, lottatore lituano (Vilnius, n. 1986)
- Aleksandr Komarov, lottatore russo (San Pietroburgo, n. 1999)
- Aleksandr Medved', lottatore sovietico (Bila Cerkva, n. 1937 - Minsk, † 2024)
- Aleksandr Petrovič Petrov, lottatore russo (n. 1876 - † 1941)
- Aleksandr Čechirkin, lottatore russo (Rostov sul Don, n. 1986)

## Lunghisti(1)
- Aleksandr Men'kov, lunghista russo (Minusinsk, n. 1990)

## Marciatori(1)
- Aleksandr Ivanov, marciatore russo (Nižnij Tagil, n. 1993)

## Matematici(8)
- Aleksandr Danilovič Aleksandrov, matematico sovietico (Volyn', n. 1912 - San Pietroburgo, † 1999)
- Aleksandr Bejlinson, matematico russo (n. 1957)
- Aleksandr Jakovlevič Chinčin, matematico sovietico (Kondrovo, n. 1894 - Mosca, † 1959)
- Aleksandr Osipovič Gel'fond, matematico sovietico (San Pietroburgo, n. 1906 - Mosca, † 1968)
- Aleksandr Kirillov, matematico russo (Mosca, n. 1936)
- Aleksandr Nikolaevič Korkin, matematico russo (Russia, n. 1837 - † 1908)
- Aleksandr Michajlovič Ljapunov, matematico e fisico russo (Jaroslavl', n. 1857 - Odessa, † 1918)
- Aleksandr Razborov, matematico russo (Belovo, n. 1963)

## Medici(4)
- Aleksandr Aleksandrovič Bogomolec, medico sovietico (Kiev, n. 1881 - Kiev, † 1946)
- Aleksandr Aleksandrovič Gercen, medico russo (Vladimir, n. 1839 - Losanna, † 1906)
- Aleksandr Romanovič Lurija, medico, sociologo e psicologo sovietico (Kazan', n. 1902 - Mosca, † 1977)
- Aleksandr Prussak, medico russo (Mosca, n. 1832 - San Pietroburgo, † 1897)

## Mercanti(1)
- Aleksandr Andreevič Baranov, mercante russo (Kargopol', n. 1746 - mar di Giava, † 1819)

## Mezzofondisti(1)
- Aleksandr Anufriev, mezzofondista sovietico (Ižma, n. 1926 - Pečora, † 1996)

## Militari(21)
- Aleksandr Grigor'evič Demidov, ufficiale russo (n. 1803 - † 1853)
- Aleksandr Sergeevič Stroganov, ufficiale e politico russo (San Pietroburgo, n. 1818 - Voljšovo, † 1864)
- Aleksandr Bagration-Mukhrani, militare georgiano (Mchadijvari, n. 1853 - Pjatigorsk, † 1918)
- Aleksandr Bekovič-Čerkasskij, ufficiale (Kabardia - Khanato di Khiva, † 1717)
- Aleksandr Ivanovič Gagarin, militare e nobile russo (Mosca, n. 1801 - Kutaisi, † 1857)
- Aleksandr Juchnovskij, militare ucraino (Zelenaja, n. 1925 - Mosca, † 1977)
- Aleksandr Aleksandrovič Kazakov, ufficiale e aviatore russo (n. 1889 - † 1919)
- Aleksandr Nikolaevič Kibizov, militare sovietico (Hristianovskoe, n. 1912 - Vladikavkaz, † 2001)
- Aleksandr Vissarionovič Komarov, militare russo (n. 1830 - San Pietroburgo, † 1904)
- Aleksandr Anatol'evič Kosmodem'janskij, militare sovietico (Osino-Gaj, n. 1925 - Vierbrüderkrug, † 1945)
- Aleksandr Pavlovič Kutepov, militare e politico russo (Čerepovec, n. 1882 - Parigi, † 1930)
- Aleksandr Dmitrievič Lanskoj, militare russo (Tallinn, n. 1758 - San Pietroburgo, † 1784)
- Aleksandr Ivanovič Marinesko, militare sovietico (Odessa, n. 1913 - Leningrado, † 1963)
- Aleksandr Matveevič Matrosov, militare sovietico (Dnipro, n. 1924 - Chernushki, † 1943)
- Aleksandr Ivanovič Osterman-Tolstoj, ufficiale russo (n. 1772 - Le Petit-Saconnex, † 1857)
- Aleksandr Aronovič Pečerskij, militare sovietico (Kremenčuk, n. 1909 - Rostov sul Don, † 1990)
- Aleksandr Viktorovič Poggio, militare e rivoluzionario russo (Nikolaev, n. 1798 - Voronki, † 1873)
- Aleksandr Ivanovič Pokryškin, militare e aviatore sovietico (Novonikolaevsk, n. 1913 - Mosca, † 1985)
- Aleksandr Prochorenko, militare russo (Orenburg, n. 1990 - Palmira, † 2016)
- Aleksandr Zacharčenko, militare, politico e rivoluzionario ucraino (Donec'k, n. 1976 - Donec'k, † 2018)
- Aleksandr Dmitrievič Zasjadko, militare e inventore russo (Governatorato di Poltava, n. 1779 - Charkiv, † 1837)

## Multiplisti(1)
- Aleksandr Grebenjuk, ex multiplista sovietico (Zelenokumsk, n. 1951)

## Musicisti(1)
- Aleksandr Dmitrievič Šeremetev, musicista russo (San Pietroburgo, n. 1859 - Sainte-Geneviève-des-Bois, † 1931)

## Navigatori(1)
- Aleksandr Stepanovič Kučin, navigatore, esploratore e oceanografo russo (Kušereka, n. 1888 - Mare di Kara, † 1913)

## Nobili(18)
- Aleksandr L'vovič Naryškin, nobile russo (n. 1760 - Parigi, † 1826)
- Aleksandr Borisovič Buturlin, nobile e ufficiale russo (Mosca, n. 1694 - Mosca, † 1767)
- Aleksandr Kel'ch, nobiluomo russo
- Aleksandr Grigor'evič Demidov, nobile russo (n. 1737 - † 1803)
- Aleksandr Vasil'evič Gudovič, nobile e politico russo (n. 1869 - Mosca, † 1919)
- Aleksandr Grigor'evič Kušelev-Bezborodko, nobile e politico russo (San Pietroburgo, n. 1800 - Mosca, † 1855)
- Aleksandr Aleksandrovič Menšikov, nobile e ufficiale russo (n. 1714 - † 1764)
- Aleksandr Nevskij, nobile, santo e militare russo (Pereslavl'-Zalesskij, n. 1220 - Gorodec, † 1263)
- Aleksandr Dmitrievič Obolenskij, nobile e politico russo (San Pietroburgo, n. 1847 - Essentuki, † 1917)
- Aleksandr Aleksandrovič Polovcov, nobile e politico russo (Rapti, n. 1832 - Rapti, † 1909)
- Aleksandr Michajlovič Romanov, nobile russo (Tbilisi, n. 1866 - Roccabruna, † 1933)
- Aleksandr Nikitič Romanov, nobile russo (Parigi, n. 1929 - Londra, † 2002)
- Aleksandr Ivanovič Rumjancev, nobile, diplomatico e generale russo (n. 1680 - Mosca, † 1749)
- Aleksandr Nikolaevič Saltykov, nobile e politico russo (San Pietroburgo, n. 1775 - San Pietroburgo, † 1837)
- Aleksandr Sergeevič Stroganov, nobile e politico russo (Mosca, n. 1733 - San Pietroburgo, † 1811)
- Aleksandr Sergeevič Taneev, nobile, politico e compositore russo (San Pietroburgo, n. 1850 - Pietrogrado, † 1918)
- Aleksandr Michajlovič Urusov, nobile e ufficiale russo (n. 1766 - Mosca, † 1853)
- Aleksandr Semënovič Vasil'čikov, nobile russo (Mosca, n. 1744 - Mosca, † 1813)

## Nuotatori(8)
- Aleksandr Gukov, ex nuotatore bielorusso (Minsk, n. 1972)
- Aleksandr Krasnych, nuotatore russo (Bugul'ma, n. 1995)
- Aleksandr Popkov, nuotatore russo (n. 1994)
- Aleksandr Popov, ex nuotatore russo (Sverdlovsk, n. 1971)
- Aleksandr Samsonov, ex nuotatore sovietico (Mosca, n. 1953)
- Aleksandr Sidorenko, nuotatore sovietico (Mariupol', n. 1960 - Mariupol', † 2022)
- Aleksandr Suchorukov, nuotatore russo (Uchta, n. 1988)
- Aleksandr Čaev, ex nuotatore sovietico (Voronež, n. 1962)

## Ostacolisti(1)
- Aleksandr Pučkov, ostacolista sovietico (Ul'janovsk, n. 1957 - San Pietroburgo, † 2024)

## Pallamanisti(1)
- Aleksandr Anpilogov, ex pallamanista georgiano (Tbilisi, n. 1954)

## Pallanuotisti(10)
- Aleksandr Čigir', ex pallanuotista russo (Mosca, n. 1968)
- Aleksandr Dolgušin, pallanuotista sovietico (Mosca, n. 1946 - Mosca, † 2006)
- Aleksandr Dreval', ex pallanuotista sovietico (Mosca, n. 1944)
- Aleksandr Eryšov, ex pallanuotista russo (Krasnodar, n. 1973)
- Aleksandr Fëdorov, pallanuotista russo (Sebastopoli, n. 1981)
- Aleksandr Kabanov, pallanuotista e allenatore di pallanuoto sovietico (Mosca, n. 1948 - Kremënki, † 2020)
- Aleksandr Kolotov, pallanuotista sovietico (Mosca, n. 1964)
- Aleksandr Liferenko, ex pallanuotista sovietico (n. 1930)
- Aleksandr Ogorodnikov, pallanuotista russo (n. 1967)
- Aleksandr Šidlovskij, ex pallanuotista sovietico (Mosca, n. 1941)

## Pallavolisti(11)
- Aleksandr Abrosimov, pallavolista russo (Novokujbyševsk, n. 1983)
- Aleksandr Bogomolov, pallavolista russo (Krymsk, n. 1976)
- Aleksandr But'ko, pallavolista bielorusso (Hrodna, n. 1986)
- Aleksandr Gerasimov, ex pallavolista russo (Orsk, n. 1975)
- Aleksandr Gucaljuk, pallavolista russo (Krasnodar, n. 1988)
- Aleksandr Korneev, ex pallavolista russo (Mosca, n. 1980)
- Aleksandr Kosarev, pallavolista ucraino (Rivne, n. 1977)
- Aleksandr Savin, ex pallavolista e allenatore di pallavolo sovietico (Taganrog, n. 1957)
- Aleksandr Sokolov, ex pallavolista russo (Kolomna, n. 1982)
- Aleksandr Sorokolet, ex pallavolista sovietico (Šostka, n. 1959)
- Aleksandr Volkov, pallavolista russo (Mosca, n. 1985)

## Pattinatori artistici su ghiaccio(12)
- Aleksandr Abt, ex pattinatore artistico su ghiaccio russo (Mosca, n. 1976)
- Aleksandr Fadeev, ex pattinatore artistico su ghiaccio sovietico (Kazan', n. 1964)
- Aleksandr Galljamov, pattinatore artistico su ghiaccio russo (Berezniki, n. 1999)
- Aleksandr Gavrilov, ex pattinatore artistico su ghiaccio sovietico (Novosibirsk, n. 1943)
- Aleksandr Gorelik, pattinatore artistico su ghiaccio sovietico (n. 1945 - † 2012)
- Aleksandr Petrov, ex pattinatore artistico su ghiaccio russo (San Pietroburgo, n. 1999)
- Aleksandr Samarin, pattinatore artistico su ghiaccio russo (Mosca, n. 1998)
- Aleksandr Selevko, pattinatore artistico su ghiaccio estone (Jõgeva, n. 2001)
- Aleksandr Smirnov, ex pattinatore artistico su ghiaccio russo (Tver', n. 1984)
- Aleksandr Vlasov, ex pattinatore artistico su ghiaccio sovietico (n. 1955)
- Aleksandr Zajcev, ex pattinatore artistico su ghiaccio sovietico (Leningrado, n. 1952)
- Aleksandr Ėnbert, pattinatore artistico su ghiaccio russo (Leningrado, n. 1989)

## Pattinatori di short track(1)
- Aleksandr Šul'ginov, pattinatore di short track russo (Klin, n. 1998)

## Pattinatori di velocità su ghiaccio(1)
- Aleksandr Golubev, ex pattinatore di velocità su ghiaccio russo (n. 1972)

## Pentatleti(3)
- Aleksandr Bysov, pentatleta bielorusso (n. 1974)
- Aleksandr Lesun, pentatleta bielorusso (Barysaŭ, n. 1988)
- Aleksandr Tarasov, pentatleta sovietico (Sekirkino, n. 1927 - † 1984)

## Pesisti(3)
- Aleksandr Baryšnikov, pesista sovietico (Chlya, n. 1948 - San Pietroburgo, † 2024)
- Aleksandr Bulanov, pesista russo (Leningrado, n. 1989)
- Aleksandr Lesnoj, pesista russo (Mosca, n. 1988)

## Pianisti(4)
- Aleksandr Evgen'evič Kobrin, pianista russo (Mosca, n. 1980)
- Aleksandr Dmitrievič Malofeev, pianista russo (Mosca, n. 2001)
- Aleksandr Osminin, pianista russo (n. 1981)
- Aleksandr Il'ič Ziloti, pianista e direttore d'orchestra russo (Charkiv, n. 1863 - New York, † 1945)

## Piloti automobilistici(1)
- Aleksandr Smoljar, pilota automobilistico russo (Južno-Sachalinsk, n. 2001)

## Pistard(3)
- Aleksandr Kiričenko, ex pistard russo (Kiev, n. 1967)
- Aleksandr Panfilov, ex pistard uzbeko (Biškek, n. 1960)
- Aleksandr Perov, ex pistard russo (Kaliningrad, n. 1955)

## Pittori(16)
- Aleksandr Petrovič Sokolov, pittore russo (San Pietroburgo, n. 1829 - † 1913)
- Aleksandr Nikolaevič Benois, pittore, disegnatore e scrittore russo (San Pietroburgo, n. 1870 - Parigi, † 1960)
- Alessandro Degai, pittore russo (San Pietroburgo, n. 1890 - Buenos Aires, † 1962)
- Aleksandr Deyneka, pittore, grafico e scultore sovietico (n. 1899 - † 1969)
- Aleksandr Gerasimov, pittore russo (Kozlov, n. 1881 - Mosca, † 1963)
- Aleksandr Jakovlevič Golovin, pittore e scenografo russo (Mosca, n. 1863 - Puškin, † 1930)
- Aleksandr Andreevič Ivanov, pittore russo (San Pietroburgo, n. 1806 - San Pietroburgo, † 1858)
- Aleksandr Aleksandrovič Kiselëv, pittore russo (n. 1838 - † 1911)
- Aleksandr Melamid, pittore russo (Mosca, n. 1945)
- Aleksandr Ivanovič Morozov, pittore russo (San Pietroburgo, n. 1835 - San Pietroburgo, † 1904)
- Aleksandr Nikanorovič Novoskol'cev, pittore russo (Zemljansk, n. 1853 - Pietrogrado, † 1919)
- Aleksandr Aleksandrovič Osmёrkin, pittore russo (Kropyvnyc'kyj, n. 1892 - † 1953)
- Aleksandr Evgen'evič Ponomarëv, pittore russo (Dnipropetrovsk, n. 1957)
- Aleksandr Michajlovič Rodčenko, pittore e fotografo russo (San Pietroburgo, n. 1891 - Mosca, † 1956)
- Aleksandr Michajlovič Semënov, pittore russo (Toržok, n. 1922 - Leningrado, † 1984)
- Aleksandr Vasil'evič Ševčenko, pittore e filosofo russo (Charkiv, n. 1883 - Mosca, † 1948)

## Poeti(13)
- Aleksandr Grigor'evič Archangel'skij, poeta russo (Ejsk, n. 1889 - Mosca, † 1938)
- Aleksandr Aleksandrovič Bestužev, poeta e scrittore russo (San Pietroburgo, n. 1797 - Adler, † 1837)
- Aleksandr Aleksandrovič Blok, poeta e drammaturgo russo (San Pietroburgo, n. 1880 - Pietrogrado, † 1921)
- Aleksandr Michajlovič Dobroljubov, poeta russo (Varsavia, n. 1876 - Ujar, † 1945)
- Aleksandr Alekseevič Galkin, poeta, traduttore e romanziere russo (Čelkasy, n. 1928 - Čeboksary, † 2002)
- Aleksandr Arkad'evič Galič, poeta, drammaturgo e cantante sovietico (Ekaterinoslav, n. 1918 - Parigi, † 1977)
- Aleksandr Odoevskij, poeta, scrittore e rivoluzionario russo (San Pietroburgo, n. 1802 - † 1839)
- Aleksandr Ivanovič Poležaev, poeta russo (Pokryšino, n. 1806 - Mosca, † 1838)
- Aleksandr Sergeevič Puškin, poeta, saggista e scrittore russo (Mosca, n. 1799 - San Pietroburgo, † 1837)
- Aleksandr Iosifovič Rivin, poeta russo (Minsk - Leningrado)
- Aleksandr Petrovič Sumarokov, poeta e drammaturgo russo (San Pietroburgo, n. 1717 - Mosca, † 1777)
- Aleksandr Tvardovskij, poeta sovietico (Zagor'e, n. 1910 - Mosca, † 1971)
- Aleksandr Ivanovič Vvedenskij, poeta e drammaturgo russo (San Pietroburgo, n. 1904 - Charkiv, † 1941)

## Politici(45)
- Aleksandr Aleksandrovič Makarov, politico e avvocato russo (San Pietroburgo, n. 1857 - Mosca, † 1919)
- Aleksandr Belov, politico russo (Mosca, n. 1976)
- Aleksandr Stepanovič Antonov, politico e rivoluzionario russo (Mosca, n. 1888 - Nižnij Šibrjaj, † 1922)
- Aleksandr Beglov, politico russo (Baku, n. 1956)
- Aleksandr Aleksandrovič Bessmertnych, politico e diplomatico russo (Bijsk, n. 1933)
- Aleksandr Andreevič Bezborodko, politico, diplomatico e principe russo (Hluchiv, n. 1747 - San Pietroburgo, † 1799)
- Aleksander Alekseevič Bobrinskij, politico e genealogista russo (San Pietroburgo, n. 1823 - San Pietroburgo, † 1903)
- Aleksandr Aleksandrovič Bogdanov, politico, filosofo e economista russo (Sokółka, n. 1873 - Mosca, † 1928)
- Aleksandr Borodaj, politico russo (Mosca, n. 1972)
- Aleksandr Sergeevič Dolgorukov, politico e diplomatico russo (n. 1841 - San Pietroburgo, † 1912)
- Aleksandr Michajlovič Golicyn, politico russo (n. 1772 - Parigi, † 1821)
- Aleksandr Nikolaevič Golitsyn, politico e mistico russo (Mosca, n. 1773 - Gaspra, † 1844)
- Aleksandr Michajlovič Gorčakov, politico russo (Haapsalu, n. 1798 - Baden-Baden, † 1883)
- Aleksandr Ivanovič Gučkov, politico russo (Mosca, n. 1862 - Parigi, † 1936)
- Aleksandr Petrovič Izvol'skij, politico e diplomatico russo (Mosca, n. 1856 - Parigi, † 1919)
- Aleksandr Nikolaevič Jakovlev, politico sovietico (Jaroslavl', n. 1923 - Mosca, † 2005)
- Aleksandr Karelin, politico e ex lottatore russo (Novosibirsk, n. 1967)
- Aleksandr Fëdorovič Kerenskij, politico russo (Simbirsk, n. 1881 - New York, † 1970)
- Aleksandr Konovalov, politico e imprenditore russo (Mosca, n. 1885 - Parigi, † 1949)
- Aleksandr Vladimirovič Konovalov, politico e avvocato russo (Leningrado, n. 1968)
- Aleksandr Vasil'evič Kosarev, politico sovietico (Mosca, n. 1903 - Mosca, † 1939)
- Aleksandr Aleksandrovič Kozlov, politico russo (Južno-Sachalinsk, n. 1981)
- Aleksandr Borisovič Kurakin, politico e ambasciatore russo (n. 1697 - † 1749)
- Aleksandr Michajlovič Kuzminskij, politico russo (Perm', n. 1844 - Pietrogrado, † 1917)
- Aleksandr Martynov, politico moldavo (n. 1981)
- Aleksandr Aleksandrovič Musin-Puškin, politico russo (San Pietroburgo, n. 1856 - Sanremo, † 1907)
- Aleksandr L'vovič Naryškin, politico russo (n. 1694 - † 1746)
- Aleksandr Nevzorov, politico e regista russo (Leningrado, n. 1958)
- Aleksandr Petrovič Obolenskij, politico russo (Mosca, n. 1780 - Mosca, † 1855)
- Aleksandr Nikolaevič Poskrëbyšev, politico sovietico (Uspenskij, n. 1891 - Mosca, † 1965)
- Aleksandr Dmitrievič Protopopov, politico russo (Simbirsk, n. 1866 - Pietrogrado, † 1918)
- Aleksandr Rozenberg, politico moldavo (Ladyžyn, n. 1967)
- Aleksandr Vladimirovič Ruckoj, politico russo (Proskuriv, n. 1947)
- Aleksandr Nikolaevič Samojlov, politico e generale russo (n. 1744 - † 1814)
- Aleksandr Semënovič Šiškov, politico, militare e scrittore russo (Mosca, n. 1754 - San Pietroburgo, † 1841)
- Aleksandr Grigor'evič Stroganov, politico e ufficiale russo (Gordeevka, n. 1698 - Kuzminki, † 1754)
- Aleksandr Nikolaevič Stroganov, politico russo (Mosca, n. 1740 - San Pietroburgo, † 1789)
- Aleksandr Ivanovič Šuvalov, politico russo (n. 1710 - † 1771)
- Aleksandr Fëdorovič Trepov, politico russo (Kiev, n. 1862 - Nizza, † 1928)
- Aleksandr Uss, politico e imprenditore russo (Novogorodka, n. 1954)
- Aleksandr Nikolaevič Vinokurov, politico e giurista sovietico (Ekaterinoslav, n. 1869 - Mosca, † 1944)
- Aleksandr Alekseevič Vjazemskij, politico russo (n. 1727 - † 1793)
- Aleksandr Romanovič Voroncov, politico, diplomatico e nobile russo (San Pietroburgo, n. 1741 - Andreyevskoye, † 1805)
- Aleksandr Nikolaevič Šelepin, politico sovietico (Voronež, n. 1918 - Mosca, † 1994)
- Aleksandr Sergeevič Ščerbakov, politico e generale sovietico (Ruza, n. 1901 - Mosca, † 1945)

## Presbiteri(1)
- Aleksandr Vladimirovič Men', presbitero russo (Mosca, n. 1935 - Sergiev Posad, † 1990)

## Principi(1)
- Aleksandr Aleksandrovic Šachovskoj, principe, impresario teatrale e drammaturgo russo (Bezbota, n. 1777 - Mosca, † 1846)

## Produttori cinematografici(1)
- Aleksandr Alekseevič Chanžonkov, produttore cinematografico russo (Makeevka, n. 1877 - Jalta, † 1945)

## Progettisti(2)
- Alexandre Katlama, progettista, militare e cestista russo (Mosca, n. 1910 - Parigi, † 1990)
- Aleksandr Vasil'evič Nadaškevič, progettista sovietico (Belgoraj, n. 1897 - Mosca, † 1967)

## Psicologi(1)
- Aleksandr Nikolaevič Aksakov, psicologo russo (Repievka, n. 1832 - San Pietroburgo, † 1903)

## Pugili(5)
- Aleksandr Alekseev, pugile russo (Tashkent, n. 1981)
- Aleksandr Koškin, pugile sovietico (Mosca, n. 1959 - Mosca, † 2012)
- Aleksandr Lebzjak, ex pugile russo (Donec'k, n. 1969)
- Aleksandr Maletin, ex pugile russo (n. 1975)
- Aleksandr Povetkin, pugile russo (Kursk, n. 1979)

## Registi(43)
- Aleksandr Alekseev, regista russo (Kazan', n. 1901 - Parigi, † 1982)
- Aleksandr Aleksanrovič Alov, regista sovietico (Charkiv, n. 1923 - Riga, † 1983)
- Aleksandr Nikolaevič Andrievskij, regista cinematografico sovietico (San Pietroburgo, n. 1899 - Mosca, † 1983)
- Aleksandr Askol'dov, regista e sceneggiatore russo (Mosca, n. 1932 - Göteborg, † 2018)
- Aleksandr Atanesjan, regista sovietico (Tbilisi, n. 1953)
- Aleksandr Vladimirovič Basov, regista, attore e sceneggiatore russo (Mosca, n. 1965)
- Aleksandr Chvan, regista sovietico (Čeboksary, n. 1957 - Mosca, † 2023)
- Aleksandr Petrovič Dovženko, regista sovietico (Sosnycja, n. 1894 - Mosca, † 1956)
- Aleksandr Michajlovič Fajncimmer, regista sovietico (Ekaterinoslav, n. 1906 - † 1982)
- Aleksandr Gordon, regista sovietico (Mosca, n. 1931 - † 2020)
- Aleksandr Gavrilovič Ivanov, regista cinematografico sovietico (Davydovo, n. 1898 - Leningrado, † 1984)
- Aleksandr Viktorovič Ivanovskij, regista cinematografico russo (Kazan', n. 1891 - Leningrado, † 1968)
- Aleksandr Kosarev, regista sovietico (Mosca, n. 1944 - Mosca, † 2013)
- Aleksandr Kott, regista russo (Mosca, n. 1973)
- Aleksandr Dmitrievič Kuročkin, regista sovietico (Irkutsk, n. 1926 - † 2002)
- Aleksandr Kirillovič Ledaščev, regista cinematografico sovietico (n. 1895 - Mosca, † 1945)
- Aleksandr Arkad'evič Litvinov, regista cinematografico russo (Baku, n. 1891 - Ekaterinburg, † 1968)
- Aleksandr Majorov, regista sovietico (n. 1942 - Tbilisi, † 2017)
- Aleksandr Veniaminovič Mačeret, regista cinematografico sovietico (Baku, n. 1896 - Mosca, † 1979)
- Aleksandr Ivanovič Medvedkin, regista cinematografico sovietico (Penza, n. 1900 - Mosca, † 1989)
- Aleksandr Mel'nik, regista sovietico (Luhans'k, n. 1958 - Noril'sk, † 2021)
- Aleksandr Naumovič Mitta, regista sovietico (Mosca, n. 1933)
- Aleksandr Muratov, regista sovietico (Leningrado, n. 1952)
- Aleksandr Pankratov, regista sovietico (Charkiv, n. 1946)
- Aleksandr Petrovič Panteleev, regista cinematografico russo (Novočerkassk, n. 1874 - Leningrado, † 1948)
- Aleksandr Konstantinovič Petrov, regista e animatore russo (n. 1957)
- Aleksandr Proškin, regista sovietico (Leningrado, n. 1940)
- Aleksandr Lukič Ptuško, regista, animatore e sceneggiatore sovietico (Lugansk, n. 1900 - Mosca, † 1973)
- Aleksandr Efimovič Razumnyj, regista cinematografico russo (Kropyvnyc'kyj, n. 1891 - Mosca, † 1972)
- Aleksandr Rogožkin, regista russo (Leningrado, n. 1949 - San Pietroburgo, † 2021)
- Aleksandr Arturovič Rou, regista sovietico (Jur'evec, n. 1906 - Mosca, † 1973)
- Aleksandr Seryj, regista sovietico (n. 1927 - Mosca, † 1987)
- Aleksandr Sokurov, regista russo (Podorvicha, n. 1951)
- Aleksandr Stefanovič, regista e produttore cinematografico russo (Mosca, n. 1944 - Mosca, † 2021)
- Aleksandr Aronovič Stolbov, regista cinematografico sovietico (Samara, n. 1920 - Mosca, † 1986)
- Aleksandr Borisovič Stoller, regista cinematografico sovietico (Daugavpils, n. 1907 - Mosca, † 1979)
- Aleksandr Vladimirovič Surin, regista sovietico (Mosca, n. 1939 - Mosca, † 2015)
- Aleksandr Veledinskij, regista sovietico (Nižnij Novgorod, n. 1959)
- Aleksandr Vojtinskij, regista e produttore discografico russo (Mosca, n. 1961)
- Aleksandr Aleksandrovič Volkov, regista cinematografico russo (Mosca, n. 1865 - Roma, † 1942)
- Aleksandr Zarchi, regista cinematografico sovietico (San Pietroburgo, n. 1908 - Mosca, † 1997)
- Aleksandr Michajlovič Zguridi, regista cinematografico sovietico (Saratov, n. 1904 - Mosca, † 1998)
- Aleksandr Samuilovič Šejn, regista sovietico (Mosca, n. 1933 - Mosca, † 2015)

## Registi teatrali(1)
- Aleksandr Akimovič Sanin, regista teatrale russo (Mosca, n. 1869 - Roma, † 1956)

## Religiosi(2)
- Ambrogio di Optina, religioso e santo russo (Bolshaya Lipovitsa, n. 1812 - Governatorato di Kaluga, † 1891)
- Aleksandr Peresvet, religioso russo (Brjansk - † 1380)

## Rivoluzionari(13)
- Aleksandr Ivanovič Barannikov, rivoluzionario russo (Putivl', n. 1858 - San Pietroburgo, † 1883)
- Aleksandr Dmitrievič Cjurupa, rivoluzionario e politico russo (Alëški, n. 1870 - Muchalatka, † 1928)
- Aleksandr Vasil'evič Dolgušin, rivoluzionario russo (Tara, n. 1848 - Šlissel'burg, † 1885)
- Aleksandr Aleksandrovič Kvjatkovskij, rivoluzionario russo (Tomsk, n. 1853 - San Pietroburgo, † 1880)
- Aleksandr Dmitrievič Michajlov, rivoluzionario russo (Putivl', n. 1855 - San Pietroburgo, † 1884)
- Aleksandr L'vovič Parvus, rivoluzionario russo (Berezino, n. 1867 - Berlino, † 1924)
- Aleksandr Nikolaevič Potresov, rivoluzionario russo (Mosca, n. 1869 - Parigi, † 1934)
- Aleksandr Aleksandrovič Serno-Solov'evič, rivoluzionario russo (San Pietroburgo, n. 1838 - Ginevra, † 1869)
- Aleksandr Gavrilovič Šljapnikov, rivoluzionario e politico russo (Murom, n. 1885 - Mosca, † 1937)
- Aleksandr Konstantinovič Solov'ëv, rivoluzionario russo (Luga, n. 1846 - San Pietroburgo, † 1879)
- Aleksandr Mitrofanovič Stopani, rivoluzionario e politico russo (Usol'e-Sibirskoe, n. 1871 - Mosca, † 1932)
- Aleksandr Il'ič Ul'janov, rivoluzionario russo (Nižnij Novgorod, n. 1866 - Šlissel'burg, † 1887)
- Aleksandr Grigor'evič Červjakov, rivoluzionario e politico azero (Dukora, n. 1892 - Minsk, † 1937)

## Scacchisti(20)
- Aleksandr Alechin, scacchista russo (Mosca, n. 1892 - Estoril, † 1946)
- Aleksandr Valer'evič Chalifman, scacchista russo (Leningrado, n. 1966)
- Aleksandr Galkin, scacchista russo (Rostov sul Don, n. 1979)
- Aleksandr Igorevič Griščuk, scacchista russo (Mosca, n. 1983)
- Aleksandr Il'in-Ženevskij, scacchista russo (San Pietroburgo, n. 1894 - Novaja Ladoga, † 1941)
- Aleksandr Aleksandrovič Kotov, scacchista sovietico (Tula, n. 1913 - Mosca, † 1981)
- Aleksandr Kočiev, scacchista russo (Leningrado, n. 1956)
- Aleksandr Lenderman, scacchista statunitense (Leningrado, n. 1989)
- Aleksandr Sergeevič Morozevič, scacchista russo (Mosca, n. 1977)
- Aleksandr Anatol'evič Motylëv, scacchista russo (Sverdlovsk, n. 1979)
- Aleksandr Oniščuk, scacchista sovietico (Sinferopoli, n. 1975)
- Aleksandr Dmitrievič Petrov, scacchista e compositore di scacchi russo (Pskov, n. 1794 - Varsavia, † 1867)
- Aleksandr Aleksandrovič Predke, scacchista russo (Dimitrovgrad, n. 1994)
- Aleksandr Rachmanov, scacchista russo (Čerepovec, n. 1989)
- Aleksandr Rjazancev, scacchista russo (Mosca, n. 1985)
- Aleksandr Rošal', scacchista e giornalista sovietico (Mosca, n. 1936 - Mosca, † 2007)
- Aleksandr Kazimirovič Toluš, scacchista sovietico (San Pietroburgo, n. 1910 - Leningrado, † 1969)
- Aleksandr Volodin, scacchista estone (Kohtla-Järve, n. 1990)
- Aleksandr Nikolaevič Zajcev, scacchista sovietico (Vladivostok, n. 1935 - Vladivostok, † 1971)
- Aleksandr Zločevskij, scacchista russo (Mosca, n. 1963)

## Sceneggiatori(1)
- Aleksandr Miseevič Volodin, sceneggiatore e regista sovietico (Minsk, n. 1919 - San Pietroburgo, † 2001)

## Schermidori(8)
- Aleksandr Abušachmetov, schermidore sovietico (Biškek, n. 1954 - Mosca, † 1996)
- Aleksandr Beketov, ex schermidore russo (Voskresensk, n. 1970)
- Aleksandr Možaev, ex schermidore sovietico (Vladikavkaz, n. 1958)
- Aleksandr Pavlovskij, schermidore sovietico (Minsk, n. 1936 - † 1977)
- Aleksandr Roman'kov, ex schermidore sovietico (Korsakov, n. 1953)
- Aleksandr Sevelëv, schermidore sovietico (n. 1936 - † 2020)
- Aleksandr Širšov, ex schermidore russo (Mosca, n. 1972)
- Aleksandr Stukalin, schermidore russo (n. 1981)

## Sciatori alpini(3)
- Aleksandr Andrienko, sciatore alpino russo (n. 1990)
- Aleksandr Chorošilov, sciatore alpino russo (Elizovo, n. 1984)
- Aleksandr Žirov, sciatore alpino sovietico (Dedenevo, n. 1958 - Dedenevo, † 1983)

## Sciatori freestyle(1)
- Aleksandr Smyšljaev, sciatore freestyle russo (Lys'va, n. 1987)

## Scrittori(16)
- Aleksandr Onisimovič Ablesimov, scrittore e librettista russo (Galičskij, n. 1742 - Mosca, † 1783)
- Aleksandr Nikolaevič Afanas'ev, scrittore e linguista russo (Bogučar, n. 1826 - Mosca, † 1871)
- Aleksandr Valentinovič Amfiteatrov, scrittore russo (Kaluga, n. 1862 - Levanto, † 1938)
- Aleksandr Romanovič Beljaev, scrittore russo (Smolensk, n. 1884 - Puškin, † 1942)
- Aleksandr Vasil'evič Družinin, scrittore e critico letterario russo (San Pietroburgo, n. 1824 - San Pietroburgo, † 1864)
- Aleksandr Ivanovič Ėrtel', romanziere russo (Zadonsk, n. 1855 - Mosca, † 1908)
- Aleksandr Aleksandrovič Fadeev, scrittore e politico sovietico (Kimry, n. 1901 - Mosca, † 1956)
- Aleksandr Ivanovič Gercen, scrittore e filosofo russo (Mosca, n. 1812 - Parigi, † 1870)
- Aleksandr Grin, scrittore russo (Slobodskoj, n. 1880 - Staryj Krym, † 1932)
- Aleksandr Abramovič Kabakov, scrittore e pubblicista russo (Novosibirsk, n. 1943 - Mosca, † 2020)
- Aleksandr Ivanovič Kuprin, scrittore russo (Narovčat, n. 1870 - Leningrado, † 1938)
- Aleksandr Sergeevič Neverov, scrittore russo (Ponizovka, n. 1886 - Mosca, † 1923)
- Aleksandr Germanovič Prejs, scrittore, drammaturgo e librettista sovietico (n. 1905 - Sverdlovsk, † 1942)
- Aleksandr Nikolaevič Radiščev, scrittore russo (Mosca, n. 1749 - San Pietroburgo, † 1802)
- Aleksandr Serafimovič, scrittore russo (Nižnekurmojarskaja, n. 1863 - Mosca, † 1949)
- Aleksandr Isaevič Solženicyn, scrittore, filosofo e storico sovietico (Kislovodsk, n. 1918 - Mosca, † 2008)

## Scultori(4)
- Aleksandr Andreev, scultore bulgaro (Loveč, n. 1879 - Sofia, † 1971)
- Alexander Archipenko, scultore ucraino (Kiev, n. 1887 - New York, † 1964)
- Aleksandr Pavlovič Kibal'nikov, scultore russo (Orechovo, n. 1912 - Mosca, † 1987)
- Aleksandr Ivanovič Terebenëv, scultore russo (San Pietroburgo, n. 1815 - San Pietroburgo, † 1859)

## Skeletonisti(1)
- Aleksandr Tret'jakov, skeletonista russo (Krasnojarsk, n. 1985)

## Slittinisti(4)
- Aleksandr Beljakov, ex slittinista sovietico (Mosca, n. 1962)
- Aleksandr Denis'ev, slittinista russo (Krasnojarsk, n. 1991)
- Aleksandr Gorbacevič, slittinista russo (Bratsk, n. 1994)
- Aleksandr Peretjagin, slittinista russo (Čusovoj, n. 1993)

## Sollevatori(5)
- Aleksandr Ivanov, sollevatore russo (Tbilisi, n. 1989)
- Aleksandr Kurlovič, sollevatore bielorusso (Hrodna, n. 1961 - Hrodna, † 2018)
- Aleksandr Kurynov, sollevatore sovietico (Gus'-Chrustal'nyj, n. 1934 - Kazan', † 1973)
- Aleksandr Voronin, sollevatore sovietico (Chelyabinsk, n. 1951 - Myski, † 1992)
- Aleksandr Zaychikov, sollevatore kazako (Minsk, n. 1992)

## Statistici(2)
- Aleksandr Aleksandrovič Čuprov, statistico russo (Mosal'sk, n. 1874 - Ginevra, † 1926)
- Aleksandr Aleksandrovič Konjus, statistico russo (n. 1895 - † 1990)

## Storici(3)
- Aleksandr Sergeevič Orlov, storico sovietico (n. 1938 - † 2024)
- Aleksandr Ivanovič Turgenev, storico e funzionario russo (Simbirsk, n. 1784 - Mosca, † 1845)
- Aleksandr Vasil'evič Viskovatov, storico e pittore russo (n. 1804 - † 1858)

## Tennisti(9)
- Aleksandr Bublik, tennista russo (Gatčina, n. 1997)
- Aleksandr Dolhopolov, ex tennista ucraino (Kiev, n. 1988)
- Aleksandr Kudrjavcev, ex tennista russo (Ekaterinburg, n. 1985)
- Aleksandre Met'reveli, ex tennista sovietico (Tbilisi, n. 1944)
- Oleksandr Nedovjesov, tennista ucraino (Alušta, n. 1987)
- Aleksandr Volkov, tennista sovietico (Kaliningrad, n. 1967 - Kaliningrad, † 2019)
- Aleksandr Zverev, ex tennista sovietico (Soči, n. 1960)
- Alexander Zverev, tennista tedesco (Amburgo, n. 1997)
- Aleksandr Ševčenko, tennista russo (Rostov sul Don, n. 2000)

## Tenori(1)
- Aleksandr Mihajlovič Dodonov, tenore russo (San Pietroburgo, n. 1837 - Mosca, † 1914)

## Tiratori a segno(1)
- Aleksandr Melent'ev, tiratore a segno kirghiso (Penza, n. 1954 - Biškek, † 2015)

## Triatleti(1)
- Aleksandr Brjuchankov, triatleta russo (Rybinsk, n. 1987)

## Tuffatori(4)
- Aleksandr Belevcev, tuffatore russo (Stavropol', n. 1997)
- Aleksandr Dobroskok, tuffatore russo (Buzuluk, n. 1982)
- Aleksandr Kosenkov, tuffatore sovietico (Chabarovsk, n. 1956)
- Aleksandr Stalievič Portnov, ex tuffatore sovietico (n. 1961)

## Velisti(1)
- Aleksandr Čučelov, velista sovietico (Tallinn, n. 1933 - Tallinn, † 2017)

## Velocisti(4)
- Aleksandr Aksinin, velocista sovietico (Leningrado, n. 1954 - San Pietroburgo, † 2020)
- Aleksandr Evgen'ev, ex velocista sovietico (n. 1961)
- Aleksandr Korneljuk, ex velocista sovietico (Baku, n. 1950)
- Aleksandr Porchomovskij, ex velocista russo (Mosca, n. 1972)

## Vescovi cattolici(1)
- Aleksandr Frizon, vescovo cattolico russo (Baden, n. 1875 - Mosca, † 1937)

## Violinisti(1)
- Aleksandr Aleksandrovič Kopylov, violinista e compositore russo (n. 1854 - † 1911)

## Zoologi(2)
- Aleksandr Aleksandrovič Bunge, zoologo e esploratore russo (Dorpat, n. 1851 - Tallinn, † 1930)
- Aleksandr Kovalevskij, zoologo russo (Daugavpils, n. 1840 - San Pietroburgo, † 1901)

## Senza attività specificata(3)
- Aleksandr Gazov, ex tiratore a segno sovietico (Brykovo, n. 1946)
- Aleksandr Evgen'evič Mal'cev, sincronetto russo (San Pietroburgo, n. 1995)
- Aleksandr Parygin, ex pentatleta kazako (Almaty, n. 1973)